# 近鉄田原本線
田原本線（たわらもとせん）は、奈良県北葛城郡王寺町の新王寺駅から奈良県磯城郡田原本町の西田原本駅までを結ぶ近畿日本鉄道（近鉄）の鉄道路線。

## 概要
奈良盆地の中央部にある田原本町と関西本線（大和路線）を結ぶ。近年は沿線の宅地開発が進み、大阪方面への通勤・通学路線となっている。全線が郡部（磯城郡、北葛城郡）を通り、まったく市を通らない。なお、正式な起点は新王寺駅だが、列車運行上は西田原本駅から新王寺駅へ向かう列車が下り、逆方向が上りとなっている。
敷設の歴史的経緯から、他の路線に接続する駅がなく孤立した路線となっている。ただし新王寺駅は生駒線の王寺駅と、西田原本駅は橿原線の田原本駅と近接しており、いずれも徒歩連絡で乗り継ぎができることから、他の私鉄にある孤立路線とは性格が異なっている。なお、西田原本駅の北側に橿原線との連絡線があるため線路自体は他の路線とつながっており、そこから車両の出し入れを行っている。
ホーム有効長は全8駅とも3両である。
2011年10月1日、少子高齢化による乗降客の減少に伴い、西田原本駅と新王寺駅を除く田原本線の6駅が終日無人駅となった。
大和鉄道の手により開業したことから、現在でもこの地域に昔から住んでいた高齢者には、この路線のことを大鉄（やまてつ）と呼ぶ人もいる。開業時の軌間は1067mmで、大和鉄道時代の1948年に、名古屋線や鈴鹿線に先行して1067mm軌間から橿原線と同じ標準軌に改軌されている。

### 路線データ
- 路線距離（営業キロ）：10.1 km
- 軌間：1435mm
- 駅数：8駅（起終点駅含む）
- 複線区間：なし（全線単線）
- 電化区間：全線電化（直流1500V）
- 閉塞方式：自動閉塞式
  - 交換駅：箸尾駅・大輪田駅
- 最高速度：65 km/h[1]

全線、大阪統括部（旧上本町営業局）の管轄である。

## 沿線概況
西田原本駅を出てすぐに橿原線との連絡線が右へ分岐し、わずかに橿原線と併走するも左にカーブし、住宅地を抜けて直進する。田畑が広がる中で国道24号および京奈和自動車道をくぐり、左にカーブをすると黒田駅、そのまま直進して但馬駅で、曽我川、葛城川を渡って箸尾駅に到着する。
箸尾駅を出ると高田川を渡り北寄りに進路を変えて、河合町の中心部に位置する池部駅を通過し、西大和ニュータウンの西側から北側を回り込むように走り始め、佐味田川駅を過ぎると西名阪自動車道をくぐる。西大和ニュータウンの北側に位置する大輪田駅を過ぎると団地と雑木林の中を走り、これを抜けると右にカーブして正面に信貴山とその麓に広がる住宅地が見てくる。築堤を走行し始めて次第に左手から和歌山線が合流してくると、速度を落とし、関西本線（大和路線）を越えて左にカーブをする。国道25号をくぐると、新王寺駅に到着する。

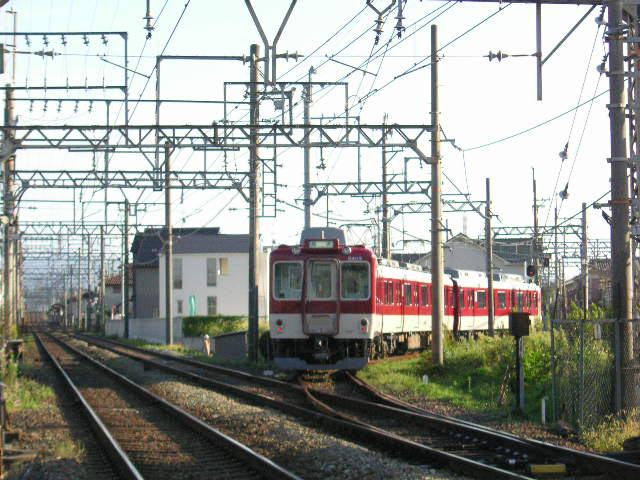
連絡線を走行し西田原本駅へ向かう回送列車。
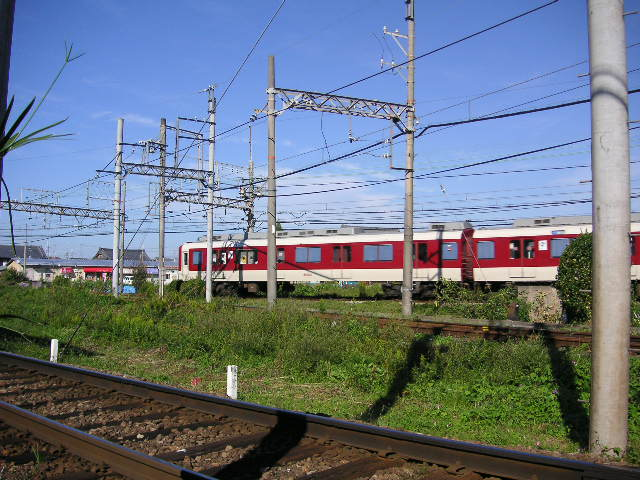
手前より田原本線、連絡線、橿原線。
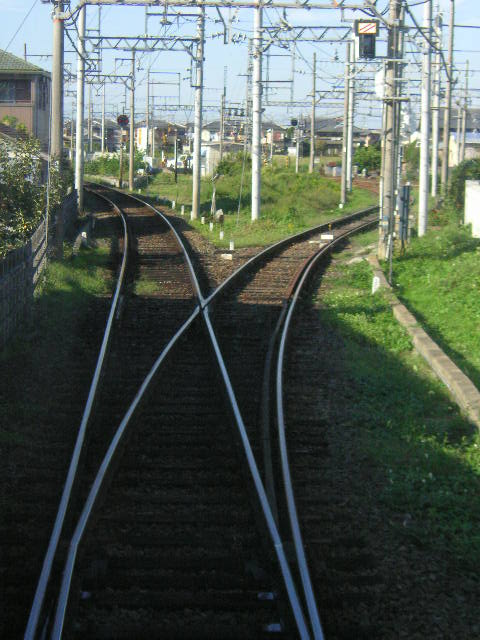
連絡線との分岐点。左が新王寺方面。

## 運賃制度・乗車券等
他の路線から孤立しているが、新王寺駅または西田原本駅で徒歩連絡する場合は、乗車キロを通算して運賃を計算できる。田原本線を経由（通過）して、生駒線方面と橿原線方面の間を乗車するときも同様である。乗り継ぎは当日中であればよく、時間制限はない。
新王寺駅と西田原本駅には自動改札機が設置されており、普通乗車券での乗り継ぎにも対応している。
スルッとKANSAI対応カード（2017年3月31日で発売終了）は、新王寺駅と西田原本駅に限り、自動券売機で乗車券に引き換えができた（2023年1月31日で利用終了）。中間駅（大輪田駅 - 黒田駅）の自動券売機は、対応していない。自動改札機への直接投入による利用（2018年1月31日で全社局で利用終了）は、最後までできなかった。近鉄線各駅から自動改札機への直接投入で乗車し、王寺駅または田原本駅まで来たときは、自動精算機で目的駅までの磁気券に引き換えた上で出場し、新王寺駅または西田原本駅に入場して乗り継ぐ必要があった。KANSAI THRU PASSは全線で利用できない。
2007年4月1日からICカード「PiTaPa」「ICOCA」が全駅で利用できるようになった。また2013年3月23日より「Suica」などの全国相互利用乗車カードも利用可能である。中間駅には、ICカード専用の簡易改札機が設置されている。乗り継ぎ駅の自動改札機にタッチして出場・入場すれば、自動的に通算した運賃が計算される。ただし、けいはんな線（新石切以西または白庭台以東）への乗り継ぎ利用に制約があり、次の経路で乗車すると、生駒駅の奈良線・生駒線⇔けいはんな線の中間改札を通れない。
- 生駒線各駅（菜畑 - 信貴山下）→王寺…新王寺→西田原本…田原本→大和西大寺→生駒→けいはんな線各駅
- 田原本線各駅（新王寺 - 黒田）→西田原本…田原本→大和西大寺→生駒→けいはんな線各駅 ※新王寺経由なら乗車可
- 橿原線及び他線各駅（笠縫以南または石見以北）→田原本…西田原本→新王寺…王寺→生駒→けいはんな線各駅

## 運行形態・使用車両

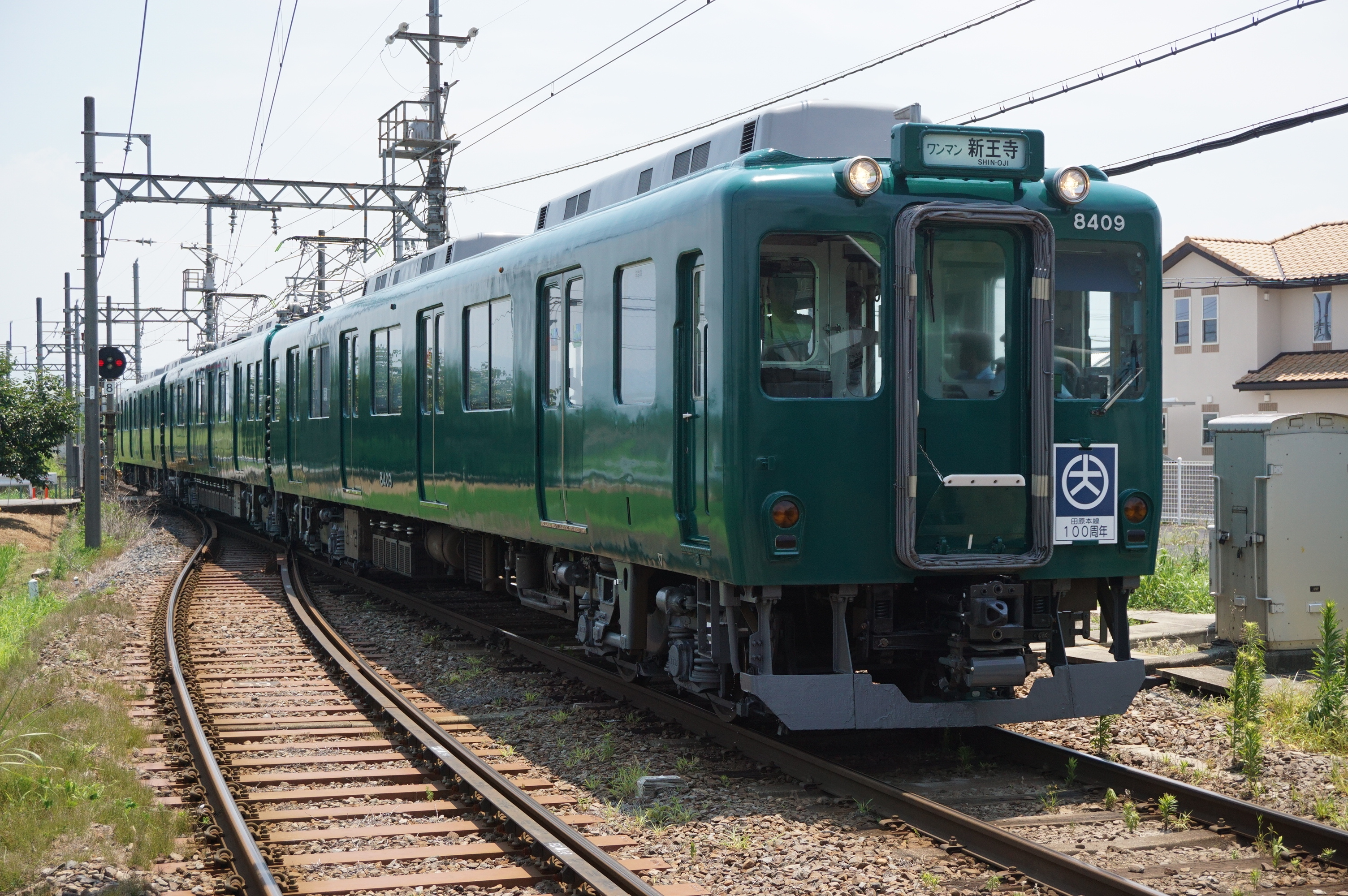
田原本線開業100周年を記念してダークグリーン1色に復刻された8400系8409F

全列車が西田原本駅 - 新王寺駅間の通し運転の普通である。2018年3月17日のダイヤ変更以降は平日ダイヤが60往復、土休日ダイヤが58往復運転されている。1時間あたり朝・夕は4本（4編成使用）、昼間時は2 - 3本（3編成使用）の設定となっている。
途中の交換可能駅は箸尾駅・大輪田駅のみであり、ほぼ終日にわたって両駅で列車交換が行われる「ネットダイヤ」を形成しているため、全区間の所要時間は朝・夕よりも昼間時のほうが列車によって数分長くなっている。
大型車が入れない要因となっていた一部区間の曲線の緩和を完了した直後の1990年7月1日より大型車の導入を開始した。大型車導入当時は800系や820系を置き換える形で8000系を主に、8400系の3両編成も運用されていた。
1992年3月19日に全列車でワンマン運転を開始し、これにより800系・820系の他、1990年7月に入線したばかりの8000系までもが撤退し、以後はワンマン運転対応を実施した西大寺検車区所属の8400系の3両編成が使用されている。途中の駅はすべて無人駅であるが、ホーム側のすべてのドアが開く。
ワンマン化される前には、新王寺駅 - 大輪田駅間の区間運転列車が設定されていた。これは鋼索線を除く近鉄の営業列車としては最短距離 (1.9 km) であった。
なお、大晦日から元旦にかけての終夜運転は、田原本線では1997年12月31日から1998年1月1日にかけて実施されたのを最後にそれ以降は実施されていない。
両端駅が独立しているため、線内運転のみであったが、沿線の馬見丘陵公園で「全国都市緑化ならフェア」が開催されるのに合わせ、2010年（平成22年）9月18日から20日にかけてと11月13日・14日に、大和西大寺発西田原本経由新王寺行臨時急行「やまと花ごよみ号」（各日1本）が設定された。この急行は橿原線との連絡線を経由して運行され、途中西ノ京駅、近鉄郡山駅、平端駅と西田原本駅から新王寺駅までの各駅に停車した。この列車は2011年10月1日にも馬見丘陵公園フリーハイキング実施に合わせ運行された。また、2014年10月5日には生駒線・田原本線近鉄合併50周年を記念して生駒発新王寺行臨時急行が運転された。
2018年4月1日より、田原本線の開業100周年を記念して8400系の3両編成のうち1編成に820系の復刻塗装を施して運行している。さらに同年7月18日より復刻塗装の第2弾として8400系の別の1編成がダークグリーンに塗装されて営業運転に入った。ただし、2022年3月下旬をもって復刻塗装は終了し、通常塗装に戻っている。

## 歴史
大和鉄道により軌間1067mmの蒸気鉄道として開業した。同社は桜井駅まで一時路線を延伸し、名張方面への延伸も画策していたが、近鉄の前身の大阪電気軌道（大軌）が畝傍線（後の橿原線）や大阪線を建設したことで、競合する形により収入が減少し、大軌の傘下に入った。戦時中、不要不急線として近鉄の路線と競合する田原本（後の西田原本） - 桜井間を休止（後に廃止）し、戦後には近鉄の他社線と規格を揃えるため、電化と1435mm（標準軌）への改軌を実施している。
大和鉄道は1961年、後の近鉄生駒線を当時経営していた信貴生駒電鉄へ合併されるが、その3年後には同社も近鉄へ統合されたため、近鉄の田原本線となった。
- 1918年（大正7年）4月26日：大和鉄道が新王寺駅 - 田原本駅（現在の西田原本駅）間を開業。新王寺駅・大輪田駅・池部駅・箸尾駅・黒田駅・田原本駅が開業。
- 1922年（大正11年）9月3日：田原本駅 - 味間駅間が開業。寺川駅・味間駅が開業。
- 1923年（大正12年）5月2日：味間駅 - 桜井町間が開業。大泉駅・大福駅（大阪線の駅とは別）・桜井町駅が開業。
- 1928年（昭和3年）
  - 5月1日：桜井町駅 - 桜井駅間が開業。桜井町駅の旅客営業が廃止され、貨物取扱駅になる。
  - 12月20日：大福駅が東新堂駅に改称。
- 1930年（昭和5年）5月1日：桜井町駅が廃止。
- 1932年（昭和7年）5月5日：箸尾駅 - 黒田駅間に但馬駅、田原本駅 - 味間駅間に寺川駅が開業。
- 1938年（昭和13年）7月21日：東新堂駅 - 桜井駅間の第3寺川橋梁が流失したため、寺川両岸に仮駅を設けこの区間で徒歩連絡開始。
- 1939年（昭和14年）6月20日：東新堂駅 - 桜井駅間が復旧し、寺川両岸の仮駅および徒歩連絡が廃止。
- 1944年（昭和19年）1月11日：田原本駅 - 桜井駅間が休止。
- 1948年（昭和23年）6月15日：新王寺駅 - 田原本駅間が標準軌に改軌、電化。
- 1958年（昭和33年）12月27日：休止中の田原本駅 - 桜井駅間が廃止。
- 1961年（昭和36年）10月1日：信貴生駒電鉄が大和鉄道を合併、田原本線とする。
- 1964年（昭和39年）10月1日：近畿日本鉄道が信貴生駒電鉄を合併、田原本駅が西田原本駅に改称。
- 1969年（昭和44年）9月21日：架線電圧が600Vから1500Vに昇圧。
- 1971年（昭和46年）9月6日：自動列車停止装置 (ATS) 使用開始。
- 1983年（昭和58年）11月30日：大輪田駅 - 池部駅間に佐味田川駅が開業[16]。
- 1990年（平成2年）7月1日：新王寺駅 - 大輪田駅間の曲線緩和により大型車の入線が可能となったため、大型車の運用を開始。
- 1992年（平成4年）3月19日：ワンマン運転開始[17]。西田原本駅改良工事完成。前日まで無人駅だった黒田駅が有人駅化され、これにより田原本線全8駅が駅員配置の有人駅となった。
  - 近鉄のワンマン運転は1989年（平成元年）6月開始の内部線・八王子線（両線とも現在は四日市あすなろう鉄道の路線）に続くもので、大阪輸送統括部（旧：上本町営業局、現・大阪統括部）の管轄では田原本線が初めてである。また、20m車3両によるワンマン運転も近鉄では初めてである。
- 2007年（平成19年）4月1日：各駅でPiTaPa・ICOCAの取り扱い開始。
- 2011年（平成23年）10月1日：黒田駅（19年半振り）・但馬駅・箸尾駅・池部駅・佐味田川駅・大輪田駅の6駅が無人駅となる。これにより田原本線の有人駅は、西田原本駅・新王寺駅の2駅のみとなった。

## 駅一覧
- 全駅奈良県内に所在。
- 運行系統上の下り方向に記述。『鉄道要覧』では起点を新王寺駅としている。
- 線路：∨…ここより下は単線、◇…交換可能、｜…単線（交換不可）

| 駅番号 | 駅名       | 駅間キロ | 営業キロ | 接続路線                                                                                             | 線路 | 所在地   | 所在地   |
| ------ | ---------- | -------- | -------- | --- | ---- | -------- | -------- |
| I36    | 西田原本駅 | -        | 0.0      | 近畿日本鉄道：B 橿原線 (B36) …田原本駅                                                               | ∨    | 磯城郡   | 田原本町 |
| I37    | 黒田駅     | 2.0      | 2.0      | | ｜   | 磯城郡   | 田原本町 |
| I38    | 但馬駅     | 1.0      | 3.0      | | ｜   | 磯城郡   | 三宅町   |
| I39    | 箸尾駅     | 1.5      | 4.5      | | ◇    | 北葛城郡 | 広陵町   |
| I40    | 池部駅     | 1.6      | 6.1      | | ｜   | 北葛城郡 | 河合町   |
| I41    | 佐味田川駅 | 1.0      | 7.1      | | ｜   | 北葛城郡 | 河合町   |
| I42    | 大輪田駅   | 1.1      | 8.2      | | ◇    | 北葛城郡 | 河合町   |
| I43    | 新王寺駅   | 1.9      | 10.1     | 近畿日本鉄道：G 生駒線 (G28) …王寺駅 西日本旅客鉄道： 関西本線（大和路線: JR-Q31）・ 和歌山線…王寺駅 | ｜   | 北葛城郡 | 王寺町   |